# Wailers Band
La Wailers Band è stata la band di supporto di Bob Marley & The Wailers dal 1974 fino alla morte di Bob Marley, avvenuta nel 1981. 
Marley ha inizialmente iniziato a cantare con i The Wailers che comprendevano, tra gli altri, Bunny Wailer e Peter Tosh. In seguito allo scioglimento dei The Wailers, Bob Marley continuò con il suo gruppo, Bob Marley & The Wailers, con la Wailers Band come banda di supporto e le I Threes come gruppo corale. The Wailers era composta tra gli altri, dal bassista Aston "Family Man" Barrett e da suo fratello, il batterista Carlton "Carlie" Barrett, che erano stati membri della band di studio di Lee "Scratch" Perry, The Upsetters, con cui The Wailers avevano registrato alcune delle loro canzoni più note.
Dopo la morte di Bob Marley nel 1981, la Wailers Band è stata guidata da Junior Marvin e Aston Barrett. 
La band ha continuato a suonare dal vivo in concerto, e nel 2006 hanno suonato nel Summer Unity Tour dei 311 insieme ai Pepper. La loro attuale formazione comprende: il cantante Elan Atias, Aston Barrett al basso, Keith Sterling alle tastiere, Anthony Watson alla batteria, Audley Chisholm alla chitarra ritmica, Chico Chin alla tromba, Everald Gayle al trombone, Brady Walters e Cegee Victory seconde voci.
Nel 2008 gli ex-Wailers Junior Marvin, Al Anderson e Earl "Wya" Lindo hanno iniziato un tour sotto il nome The Original Wailers.

## Discografia
Album in studio
- 1989 - I.D.
- 1991 - Majestic Warriors
- 1994 - JAH Message
- 1995 - My Friends

Album Live
- 1999 - Live at Maritime Hall
- 2001 - Live In Jamaica
- 2003 - Live

### Collaborazioni
- 1986 - Jerusalem, album di Alpha Blondy
- 1998 - Inkarnation[2], album di Iya Karna con the Wailers
- 2001 - Makisupa Policeman in Sharin' in the Groove, album tributo ai Phish
- 2008 - Everybody Wants To Go To Heaven, con Kenny Chesney